# Pardosa fuscosoma
Pardosa fuscosoma este o specie de păianjeni din genul Pardosa, familia Lycosidae, descrisă de Jörg Wunderlich în anul 1992.
Este endemică în Insulele Canare. Conform Catalogue of Life specia Pardosa fuscosoma nu are subspecii cunoscute.